# 南部町立西伯小学校
南部町立西伯小学校（なんぶちょうりつ さいはくしょうがっこう）は、鳥取県西伯郡南部町法勝寺にある公立小学校。

## 沿革
- 1967年（昭和42年）4月 - 西伯町立5小学校（天津・大国・法勝寺・東長田・上長田）を名目統合し、西伯町立西伯小学校創立。それぞれ（旧校名）校舎と改称し法勝寺小山田谷分校を山田谷校舎と改称、6校舎1分校（大木屋）で開校。初代校長 国頭邦夫、職員43名、児童728名。
- 1968年（昭和43年） - 校章、校歌が制定される。
- 1969年（昭和44年）4月 - 新校舎完成により完全統合。
- 1976年（昭和51年）4月 - 大木屋分校を休校。
- 2004年（平成16年）10月1日 - 西伯郡西伯町と会見町が合併し南部町発足に伴い、南部町立西伯小学校と改称。

## 通学区域
福成、境、西町、東町、清水川、阿賀、北方、猪小路、与一谷、原、倭、鍋倉、西、絹屋、法勝寺、馬場、落合、掛相、福頼、鴨部、馬佐良、徳長、武信、道河内、伐株、能竹、中、八金、下中谷、上中谷、東上、大木屋

## 校区内中学校
- 南部町立法勝寺中学校

## 交通アクセス
- JR山陰本線米子駅より日ノ丸バス西伯方面行き「西伯小前」下車。

## その他

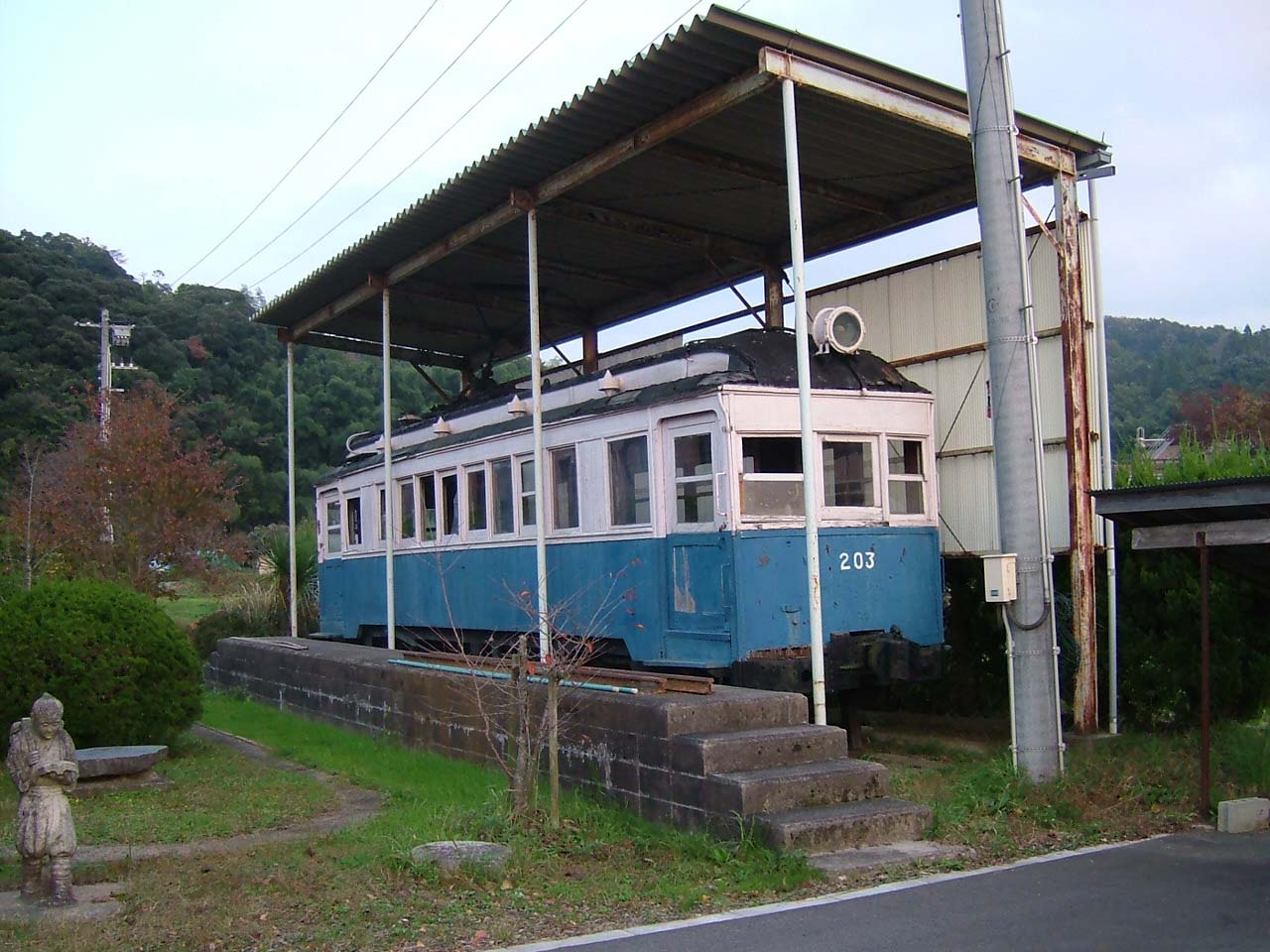
法勝寺電車（デハ203）

- 2012年7月まで、校門を入って右側に、かつて米子市と法勝寺を結んでいた鉄道で1967年（昭和42年）5月15日をもって廃止された「日ノ丸自動車法勝寺電鉄線」のデハ203が静態保存されていた。2015年12月からは当校隣の複合施設「キナルなんぶ」の法勝寺電車ひろばで保存・公開されている（法勝寺駅は校門前の通りを西へ進み西伯郵便局の辺りに存在していた）。